# سد خندقلو
 سد خندقلو  یکی از سدهای در حال بهره برداری استان زنجان است.